# Méry-sur-Seine
Méry-sur-Seine é uma comuna francesa na região administrativa de Grande Leste, no departamento de Aube. Estende-se por uma área de 12,42 km². Em 2010 a comuna tinha 1 571 habitantes (densidade: 126,5 hab./km²).